# Języki guaicurú

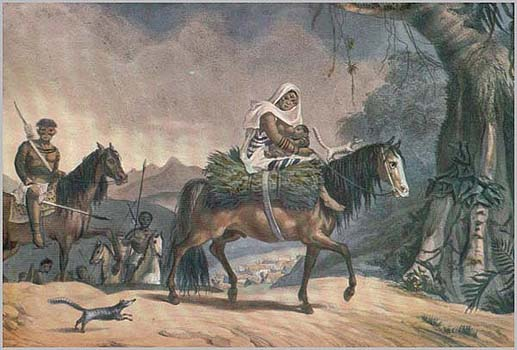
Ilustracja przedstawiająca Guarani autorstwa Jean-Baptiste Debret

Języki guaicurú – rodzina językowa, w której skład wchodzą języki używane w północnej Argentynie, zachodnim Paragwaju, Boliwii i w Brazylii (Mato Grosso do Sul).

## Klasyfikacja języków guaicurú
Języki guaicurú dzielą się na:
- makrorodzina hipotetyczna – mataco-guaicurú
  - grupa guaicurú:
    - kadiweu [kbc][a] – język zagrożony wymarciem, 1590 użytkowników (2006)[2]

  - grupa południowe guaicurú:
    - pilagá [plg] – język zagrożony wymarciem, 4 tys. użytkowników (2004)[3]
    - toba [tob] – język zagrożony wymarciem, 40 tys. użytkowników (2007)[4]
    - mocoví [moc] – 3 tys. użytkowników (2011)[5]
    - abipón [axb] – język wymarły, †[6]

  - grupa wschodnie guaicurú:
    - guachí – język wymarły, †[1]
    - payaguá – język wymarły, †[1]